# Dorel Zegrean
Dorel Zegrean (n. 4 decembrie 1969, Mărișelu) este un fost jucător român de fotbal ce a activat ca fundaș dar uneori la nevoie a fost folosit și ca mijlocaș.

## Legături externe
- Dorel Zegrean la romaniansoccer.ro
- Profil pe beijen.net
- Profil pe spox.com Arhivat în 22 iulie 2011, la Wayback Machine.